# Cercle de Tombouctou
Le cercle de Tombouctou est une collectivité territoriale malienne dans la Région de Taoudénit (auparavant, partie de la région de Tombouctou).

## Communes
Il compte 6 communes : Alafia, Ber, Bourem-Inaly, Lafia, Salam et Tombouctou.
Depuis 2023, le cercle est divisé en 3 arrondissements et 4 communes, dont une commune urbaine : Tombouctou, le cercle est codé en 0601.
| Code   | Arrondissement                       |
| ------ | ------------------------------------ |
| 060101 | Arrondissement central de Tombouctou |
| 060102 | Arrondissement de Aglal              |
| 060103 | Arrondissement de Bourem Inaly       |

| Code     | Commune      |
| -------- | ------------ |
| 06010101 | Alafia       |
| 06010102 | Tombouctou   |
| 06010201 | Lafia        |
| 06010301 | Bourem Inaly |

## Politique
Aboubacrine Cissé (Adéma-Pasj) a été élu président du conseil de cercle en juin 2009.

## Histoire récente
Au moins depuis 2012, la région est directement concernée par la Guerre du Mali.